# Sellacoxa pauli
La sellacoxa (Sellacoxa pauli) è un dinosauro erbivoro appartenente agli ornitopodi, vissuto all'inizio del Cretaceo inferiore (Valanginiano, circa 140 - 135 milioni di anni fa). I suoi resti fossili sono stati ritrovati in Inghilterra, nel Sussex.

## Descrizione
Questo dinosauro è noto attraverso un esemplare incompleto, di cui si conoscono un bacino quasi integro (ilio, ischio e pube) e vertebre dorsali e sacrali in connessione anatomica. Da questi pochi resti i paleontologi sono stati in grado di attribuire Sellacoxa al gruppo degli iguanodonti. Le dimensioni dovevano aggirarsi intorno agli otto metri di lunghezza, e il corpo possedeva una struttura piuttosto massiccia. La caratteristica più notevole di questo dinosauro era l'ilio, con una bizzarra forma a sella (da qui il nome Sellacoxa, che deriva dal latino e significa proprio “bacino a sella”).

## Classificazione
I resti parziali di questo dinosauro sono stati ritrovati nella cava Wadhurst, nell'East Sussex, e sono stati descritti da Kenneth Carpenter e Ishida nel 2010. Gli studiosi hanno riscontrato particolarità nella struttura dell'ilio dell'esemplare, tanto da ascriverlo a un genere a parte. Sellacoxa era un rappresentante degli iguanodonti, anche se non sono del tutto chiare le parentele con gli altri membri del gruppo. È possibile che fosse una forma intermedia tra Camptosaurus e lo stesso Iguanodon. Nella stessa zona, in strati coevi, sono stati ritrovati i resti di altri due iguanodonti: il grande Barilium (possibile sinonimo di Sellacoxa) e Hypselospinus.